# Пилотске кисеоничке маске СССР и Русије
Пилотске кисеоничке маске СССР и Русије су део заштитне пилотске опреме која је омогућавала пилотима ваздухопловства бившег СССР и данас омогућава пилотима Русије безбедно летење на великим висинама, у условима сниженог атмосферског и парцијалног притиска кисеоника.
Више од 65 година, информације о совјетском и руском војном материјалу и бројним ваздухопловним системима, успешно и брижљиво су скриване иза „зида“ државне безбедности СССР и Русије. Сукоби између система америчке капиталистичке демократије и социјалистичког система СССР, односно капитализма и комунизма (који је повремено кулминирао између ових суперсила као „Хладни рат“ нпр. педесесетих, шездесетих и седамдесетих година 20. века), отежавао је ваздухопловним стручњацима осталих земаља света прикупљање информација о многим савременим дешавањима у развоју ваздухопловног војног материјала СССР и Русије. Коначно је распад СССР и другачији начин пословања, изазван економском кризом у Русији, приморао Русију да се отвори према осталом свету и понуди тржишту савремену пилотску опрему, што је омогућило и прикупљање података о пилотским кисеоничким маскама.
Почетком 21. века ваздухопловним инжењерима света постало је јасно да кисеоничке маске, избацива седишта и други системи који се данас користе у руским авионима нису само теоријски веома напредни, како се то дуго година говорило у војним кулоарима, већ и да практично функционишу изузетно добро у спасавању живота руских пилота током боравка у екстремним условима на висини или за време спасавања пилота након напуштања авиона, падобраном или избацивим седиштем. Зато не изненађује високи стандард технолошког развоја заштитне опреме за одржавање живота пилота у условима снижене бароматарске депресије и ниских концентрација кисеоника у атмосферском ваздуху, као што су: заштитне кациге (шлемови), кисеоничке маске, заштитна одела за дисање кисеоника под натпритиском итд, коју све више користе и пилоти армија изван простора бившег СССР, пре свега Кина, Индија, Србија итд.

## Хронологија развоја[3][4]

### Прва фаза
Средином 30-их година 20. века совјетски авиони су имали веома једноствану конструкцију, а неки су били двокрилци са отвореном кабином. Радио комуникација (прво уведена у авионима западних земаља) у совјетским авионима уведена је прилично касно, као и многа заштитна опрема за пилоте, а ратни сукоби су све више угрожавали интересе СССР. Избијањем Другог светског рата у СССР су схватили неопходност супротстављања војним претњама; прво немачком Трећем рајху а касније и САД и њеним западним савезницима, у периоду Хладног рата, што је значајано утицало на развој ваздухопловства СССР и пратеће летачке опреме, укључујући ту и пилотске кисеоничке маске.
Немачке пилотске кациге и кисеоничке маске које су заробили у Другог светском рату, руски инжењери су детаљно прегледали и проучили, да би на крају усвојили немачке стандарде за производњу своје заштитне летачке опреме и сопствене кисеоничке маске. Тако је до краја Другог светског рата, Русија произвела готово идентичну пилотску кацигу као што је то била Немачка пилотска кацига LKp V N101 и LKp N101-101 (летња и зимска варијанта) уз коју је коришћена Дрегерова кисеоничка маска (Drager model 10-69). Зна се да су руски пилоти, повремено током ваздушних борби са Немцима, користили заробљене немачке пилотске кациге и маске, наизменично са првим оригиналним руским маскама које су биле верна копија немачких модела, што је код совјетских пилота створило навику за примену ових конструктивних решења. Тако је настала прва руска кисеоничка маска КМ-15А, а врло брзо и КМ-15И које су произведене по узору на конструктивна решења немачке пилотске маске типа Дрегер модел: 10-69, маска за борбене пилоте (Drager model 10-69).
Затим следи производња маске КМ-16 којом су Совјети заменили старији модел кисеоничке маске КМ-15. Пилотска кисеоничка маска КМ-16, као једноставнија и практичнија маска произведена је на захтев, као и КМ-15, на основу података из архива немачког ваздухопловства. Код ове маске (КМ-16) узор је била немачка пилотска маска марке Дрегер

#### КМ-15А
Пилотска кисеоничка маска КМ-15А је претходник руске маске КМ-15И. Састоји се од једноставног малог гуменог тела, које је на унутрашњим ивицама обложено кожом како би маска била удобнија за ношење. На доњој страни тела маске налазе се два отвора кроз које пилот издише ваздух из маске. Кисеоник у маску доспева преко танког гуменог црева. Маска нема удисајни вентил и зато се сврстава у групу маски са сталним протоком кисеоника.
За разлику од маске КМ-15И која се фиксира на главу пилота уз помоћ једноставних гумених трака, ова маска користи систем трака од еластичног материјала. Систем за учвршћивање маске се састоји од 5 различитих трака: две мале главне траке (које фиксирају једну и другу страну маске за лице), хоризонталне траке (око главе која се на крајевима спаја са малим главним тракама и уз чију помоћ се подешава стабилан положај маске на лице), вертикалне траке (која је преко темена повезана на оба краја са малим главним малим тракама и спречава спуштање маске низ лице). Коначно, постоји и вертикална потиљачна трака која са задње стране главе повезује хоризонталну траку на потиљку са вартикалном траком на темену и служи за контролу позиције вертикалних трака чиме спречава кретање маске навише или наниже по лицу.

#### КМ-15И
КМ-15И је пилотска кисеоничка маска са сталним протоком кисеоника која је конструисана по узору на конструктивна решења немачке пилотске маске типа Drager model 10-69. Маска је са константним протоком кисеоника и стога се не може користити за летење на великим висинама.
КМ-15 је први пут примењена 1940. и била је у употреби у ваздухопловству СССР до почетка шездесетих година 20. века. 
Маска је направљена од једног комада гуме са кожном поставом унутра. Маска је изузетно мала, једва покрива уста пилота и део носа, и вероватно није била најудобнија за ношење у дужем временском периоду. Дизајнирана је у време када совјетске кациге нису имале посебне кукице којима се маска може фиксирати за кацигу, па се маска фиксирала преко главе пилота гуменим тракама. У средњем предњем делу маске налази се мала округла рупа – то је прилично поједностављен „систем за издисај“. Ниже у предњем делу маске је место за причвршћивање црева за кисеоник и балона за издахнути ваздух (који помаже да се ниво кисеоника у крви одржава на нормалном нивоу од око 20%. На средини црева за кисеоник налази се једноставан уређај за хватање воде.
Маска је са кисеоничким системом повезивана јако узаним доводним цревом и балоном на крају маске, који се пунио ваздухом и преко кога се одржавала стална концентрација кисеоника у удахнутом ваздуху (слично савременим медицинским маскама и маскама за удисање кисеоника које се данас налазе и примењују на комерцијалним авионима, у случају настанка декомпресије путничке кабине)

#### KM-16
Ова маска је заменила старији модел КМ-15, као једноставна и практична маска која је, као и КМ-15, конструисана на основу података из немачког ваздухопловства. Узор је била немачка пилотска маска марке Дрегер (Drager) тип 10-6701.
КМ-16 се још увек у ограниченим количинама налази у употреби. Користе је неки пилоти борбених хеликоптера (СУ-25) са заштитном кацигом ЗШ-3Б. За разлику од маске КМ-15, она има велико ребрасто кисеоничко црево са стандардним твист-лок конектором. Маска се може користити са заштитном пилотском кацигом ЗШЛ/З-50. Фиксира се на главу уз помоћ малих конектора и платнених трака. На чврсту заштитну кацигу ШЛ/З-50 КМ-16 се фиксира помоћу кукица. Када се користи мека кацига од коже, траке се стављају преко ње.
Први модели су израђени од бакелит пластике са конектором црвенкасто браон боје. Маска је произвођена прво у црној, а затим у зеленој боји.

#### KM-16A
Овај тип пилотске кисеоничке маске, на захтев, настала је као модификација маске КМ-16, и распознаје се по плавом елоксираном конектору од алуминијума. Постоји и кинеска верзија ове маске која носи ознаку YM-6503-6503 (од зелене или црне гуме).

#### КМ-18
Кисеоничка маска КМ-18 је руска верзија у САД произведене кисеоничке маске А-8Б, са континуираним кисеониким протоком (re-breather). Маска се највероватније користила заједно са пилотском кацигом ЗШ-2.

### Друга фаза
Оснивањем специјалног Завода за развој заштитне ваздухопловне опреме НПП „Звезда“ 2. октобра 1952, у СССР почиње ново раздобље у развоју пилотске кисеоничке маске. Оснивањем овог Завода у једној фабрици почео је истовремен развој, не само пилотске кисеоничке маске, већ и антигравитационих одела, кацига (шлемова), слушалица и друге заштитне опреме за пилоте и астронауте. Пројектовање прототипова и производња је ишла паралелно са основним истраживањима проблема излагања пилота неповољним факторима летења на висини и усавршавањем и развојем метода заштите организма пилота од штетног дејства ових фактора. Овакав начин усавршавања заштитне пилотске опреме био је од изузетног значаја за даљи развој кисеоничке маске, јер је њена практична примена усаглашавана са свим заштитним системима. Ово није био случај у осталим земљама запада у којима је свака фирма за себе истраживала и производила поједине система и опрему, која је касније испољавала недостатке у њиховом међусобном усаглашавању и повезивању у јединствену целину.
Како би пратили све убрзанији развој ваздухопловне технологије, а до потпуног усавршавања својих лабораторијских капацитета, почетком 50-их година 20. века, Совјети се поново служе „копирањем“ конструктивних решења пилотских кисеоничких маски других земаља, овога пута САД и Британије. Према мишљењу неких савремених историчара ваздухопловства, Русија није копирала ваздухопловну опрему запада да би избегла процесе истраживања: … већ је то усвојила као користан концепт за брзо усвајање знања и допуну својих технолошких база података. Овим начином рада Совјети су избегли непотребно истраживање оног што је већ произведено, а што је било од посебног значаја за њих током Хладног рата, СССР и САД у коме су они ангажовали све своје капацитете како би у том рату надмашили једни друге и постали једна од водећих светских сила. Совјетска армија у то доба није имала толико финансијских средстава за развој нових технологија, као што је то имала САД, па су пречице често за СССР биле веома пожељне и финансијски веома исплативе…
Зато у том периоду развоја, СССР копира америчке пилотске кисеоничке маске 8Б, УС П-3 хелмет (US P-3 helmet) и А-13А. Тако настају нови модели совјетских пилотских кисеоничких маски типа: КМ-19, КМ-24 и КМ-30.

#### KM-19
Ова совјетска пилотска маска, слободног протока кисеоника, је конструисана по узору на маску Ваздухопловства САД тип Б-8, а произведена је после Другог светског рата. KM-19 пилоти могу да користе заједно са заштитном кацигом (заштитним шлемом) ЗШ-2. Америчка маска 8Б испоручивана је у великим количинама Совјетском Савезу током Другог светског рата. Русима се допао дизајн и њихови конструктори су покушали да овим моделом побољшају своју пилотску кисеоничку маску КМ-15, како би имала карактеристике америчке маске 8Б.
Користећи искуства прикупљена употребом маске КМ-15, гумена образина маске КМ-19 је много већа, тако да она не обухвата само предео носа и уста, већ се простире и испод браде. Траке за фиксирање су замењене и знатно побољшаног дизајна: састоје се од 2 траке (горе и доле), које на потиљку пролазе кроз широки фиксатор који међусобно повезује ове траке и цео систем чини удобнијим за ношење маске. Ове иновације омогућиле су далеко сигурније постављање кисеоничке маска на главу пилота.
Друго побољшање у односу на маску КМ-15 је увођење издисајних рупа са обе стране маске (које су покривене сунђером да би спрече улазак прашине), по истом принципу као и код америчке маске 8Б.
Као маска КМ-15, и маска КМ-19 има танко гумено кисеоничко црево. Маска није опремљен вентилима тако да није погодна за летење на великим надморским висинама, јер се ради о масци са сталним протоком кисеоника, код које се током удаха кисеоник меша са ваздухом у балону.

#### KM-24
Ова маска је копија америчке пилотске маске US P-3 helmet. Маска је са руском верзијом регулатора притиска кисеоника на захтев МС22001 и може се употребљавати заједно са совјском заштитном кацигом (заштитним шлемом) ЗШ-2. Ова маска је јединствена по томе што се регулатор притиска у масци налази на завршном крају црева (слично као код британске пилотске маске типа „М“).

#### KM-30
Ова пилотска кисеоничка маска, на захтев, је надоградња совјетска пилотске маске КМ-16. Ова пилотска кисеоничка маска је дело совјетских пројектанта (инжињера, ваздухопловних лекара, технолога, ергонома), који су се до конструисања ове маске углавном служили копирањем америчке пилотске маске за кисеоник. Совјетска маска КМ-30 произведена по сопственим дизају, била је велико унапређење у односу на маску КМ-16, и вероватно по многим карактеристикама била боља од америчког дизајна маски тог времена. По изгледу је веома слична пилотској кисеоничкој масци КМ-32.
То је прва совјетска пилотска маска која није омогућавала њено фиксирање специјалним везама за потиљак преко пилотске кожне кациге. Зато је за разлику од пилотске кисеоничке маске КМ-16 масци КМ-30 била потребна кацига опремљен посебним кукама, за њено фиксирање. Ова кацига или шлем је у ствари био модификовани ЗШ-50 са две хоризонталне траке са кукама на свакој од својих припоја (укупно 4 куке).
КМ-30 је такође прва пилотска кисеоничка маска опремљена потиљачном пресом - што је била главна предност у односу на америчке маске која су тек недавно САД почела да производе са сличним карактеристикама. 
Захваљујући бољој конструкцији проточних црева за ваздух, ова маска је била у стању да обезбеди много више кисеоника пилоту од до тада коришћене КМ-16.
Маска нема у себи уграђен микрофон, већ се за комуникацију гласом користио ларингеални микрофон - ларингофон који се фиксирао специјалним тракама на врат пилота. Регулатор протока и притиска кисеоника монтиран је на крају ребрастог црева маске.

#### КМ-30М
За ову пилотску кисеоничку маску не постоје подаци у литератури. Највероватније да се ради о побољшаној верзији пилотске кисеоничке маске КМ-30, јер руски конструктори ознаку „М“ користе као израз за „промена“

#### КМ-32
Ово је једна од најпродаванијих пилотских кисеоничких маски у свету. Производња модела КМ-32 започета је у СССР 1960, и у још неким земљама света, и задржала се у производњи више од 30 година. Незванично постоје подаци да се она производи и данас. Велика популарност ове маске може се објаснити чињеницом да је то била прва пилотска маска која је посебно дизајнирана да омогући њену употребу са кожном пилотском кацигом, у тим годинама веома популарном међу пилотима. Тако да је сваки борбени пилот који је носио кожну пилотску кацигу (ЗШ-3) насио и пилотску кисеоничку маску КМ-32.
Након што су пилоти ловачких авиона почели да носе савременије верзије пилотских кацига ЗШ-5с и ЗШ-7С, маску прихватају и све до данашњих дана употребљавају пилоти хеликоптера у СССР, Русији и другим земљама света. Ова маска је испоручиван у црној или ређе зеленој боји, а током њеног дугог периода употребе пројектовано је и произведено много различитих верзија маске КМ-32.
Пилотска кисеоничка маска КМ-32 повезана је са два доводна црева за ваздухоплов:
- главног (ширег), ребрастог, кисеоничког црева, које у маску улази са њене леве стране. Главно кисеонико црево доводи у маску пилота и његова плућа мешавину кисеоника и ваздуха или 100% кисеоник.
- мањег (ужег) (црног) црева које у маску улази на њеном средишњем делу. Ово црево обезбеђује притисак ваздуха у систему маске КМ-32, за регулацију рада маске и потиљачне пресе која се на њу прикључује у режиму »притиска на захтев«.

Изнад одређене надморске висине, због пада атмосферског притиска и велике разлике у парцијалном притиску гасне смеше (пре свега кисеоника) изван и унутар тела, систем за регулацију натпритиска на захтев у масци КМ-32 омогућава пилоту летење на већим висинама:
- Да би се омогућило одржавање задатог притиска ваздуха унутар маске, у њу је уграђен удисајни и издисајни вентил.
- Када пилот почиње да удише, притисак унутар маске почиње да пада и маска тај пад компензује отварањем удисајног вентила што омогућава ваздуху са кисеоником да улази у унутрашњост маске.
- Када пилот заустави удисање, притисак у масци се изједначава и на масци се затвара удисајни вентил који на тај начин обезбеђује константан притисак у масци.
- Када пилот почне са издисањем ваздуха, притисак унутар маске се повећава и масци се отвара издисајни вентил и кисеоником осиромашени ваздух излази у атмосферу.

На десној страни маске налази се округло удубљење за смештај микрофона у унутрашњост маске, али је реткост видети маску КМ-32 са уграђеним микрофоном, јер совјетски и руски пилоти из многобројних разлога још увек користе ларингофон.
Са леве стране маске налази се конектор за прикључак црева потиљачне пресе која се налази унутар или на задњој страни кожне кациге и надувава се током великих „g“-оптерећења, што омогућава сигурно приањање маске уз лице пилота. Током високих „g“ (гравитационих) опрећања која делују на организам пилота током маневра ваздухоплова, или за време дисања 100% кисеоника на увећаном притиску на великим висинама, отвара се вентил унутар пилотске кисеоничке маске и вазух из компресора авиона улази у кисеоничку маску и повећава притисак у њој. Преко гуменог црева са којим је повезана потиљачна преса, из кисеоничке маске се увећан притисак преноси у њену унутрашњост. Она се надувава као мехур или балон и врши затезање трака пилотске кисеоничке маске, чврсто је приљубљујући уз лице пилота. На тај начин потиљачна преса спречава губитак притиска и „цурење“- излазак или губитак кисеоника из пилотске кисеоничке маске и снижење концентрације кисеоника, што омогућава пилоту несметано дисање током гравитационог оптерећења или дисања под натпритиском.
Маска се за пилотску кожну кацигу (ЗШ-3) повезује уз моћ 4 прикључнице (бајонета, копчи и конектора) - по једним бајонетом на левој и десној страни, каишем са копчом на дну и посебним конектором на чеоном делу.

#### КМ-34
Када су совјетски инжењери почели да раде на конструисању нове пилотске кациге (ЗШ-5) - гермо шлема (ГШ -5), наметнула се потреба за конструисањем нове пилотске кисеоничке маске која би била прилагођена овом типу кациге. У почетку су се инжењери одлучили за надоградњу пилотске кисеоничке маске типа КМ-32, што је нешто касније довело до израде потпуно новог типа маске (КМ-34) која добија следеће (боље) карактеристике:
- маска је комфорнија и удобнија за употребу јер је већих димензија,
- маска добија ојачање од фибергласа и постаје снажнија и сигурнија за употребу
- кисеоничко црево је премештено на предњу страну маске, а удисајни вентил је остао на десној страни маске (као у КМ-32)
- вентил за регулацију притиска остао је непромењен и такође смештен у предњем делу, одмах изнад кисеоничког црева и микрофона.
- у маску је уграђен интерни микрофон који омогућава пилоту говорну комуникацију и искључио употребу ларингофона
- на левој страни маске постављена је прикључница за потиљачну пресу.

### Трећа фаза
Распад СССР и тешка материјална ситуација, која је озбиљно нарушила борбену готовост новоформиране Руске државе, почетком деведесетих година 20. века, приморала је Русе да се укључе у производњу за светско тржиште и понуде производе до тада строго контролисане ваздухопловне индустрије, свим могућим потенцијалним купцима без обзира на политичка опредељења, па и САД. Како тржишни услови пословања не дозвољавају копирање производа (заштићених међународним патентима) Русија приступа пројектовању и изради сопствених иновација које све више постају тражене на тржишту. Тако настају серије пилотских кисеоничких маски КМ-35, а почетом 2008. и КМ-36, са скоро идентичним карактеристикама нове америчке маске МБУ-20/П.

#### КМ-35
Даљи развој кисеоничке маске КМ-34Д-2 резултовао је појавом маске КМ-35. Овај тип маске са регулатором притиска на захтев, разликује се од претходне по регулатору позитивног притиска и дисајном вентилу који има посебно кисеоничко црево мањег пречника које је одвојено и ради паралелно са главним кисеоничким цревом и исте је дужине. Главна кисеоничка цеву улази у маску на левој страни, а црево за регулацију позитивног притиска је повезано са маском на њеној предњој страни.
У маску је уграђен микрофон који се са два, а у неким серијама и са веома ретко употребљаваним три-пинским прикључком, повезују за кацигу. Овај тип маске се може применити заједно са пилотским кацигама руске производње ЗШ-5,7 и 9.

#### КМ-36
КМ-36 припада најновијој генерације руских пилотских кисеоничких маски, која је први пут престављена на ваздухопловној изложби МАКС 2005. у Москви, од стране руског произвођача ОАО „НПП Звезда“. Маска је намењена заштити пилота који лете или ће летети на новој генерације авиона Сухој. Као полазна основа за израду ове маске послужила је конвенционална маска серије КМ-34Д 2, чија је производња почела почетком деведесетих година 20. века.
Маска је са спољне стране ојачана металним оклопом, на коме се изнад вентила притиска налази полуга за затезење трака за причвршћивање маске на заштитну кацигу. У средини метална шкољке налази се округли отвор за ожичење микрофона који је уграђен у маску. Одмах изнад је гумени поклопац за вентил натпритиска, који је повезан пластичним цревом са главним кисеоничким цревом - које се разликује од оног на маски КМ-35 јер је црево много круће, мањег промера и директно је повезано са главним кисеоничким цревом за маску. Новина на масци је и нови дизајн бајонета (кукица) којима се маска може причврстити на нови тип пилотске кациге ГШ-9, припој кисеоничког црева на масци који је са леве стране, и нови изглед пркључнице кисеоничког црева на регулатор притиска у авиону.
Модификована пилотска кисеоничка маска КМ-36М разликује се од основног модела по: 
- прорезима на металном оклопу маске у пределу носа, који омогућавају пилоту да затварањем ноздрва прстима руке, изједначава притисак ваздуха у ушима,
- измењеним распоредом главног црева за кисеоник, које је на овом моделу на десној страни,
- другачијим дизајном и положајем микрофона,
- модификацијом издисајног вентила,
- израдом тела маске од силикона (уместо од гуме).

И овај тип маске се испоручује са највовијом генерацијом авиона Сухој.
Основне техничке карактеристике пилотских кисеоничким маски КМ-36 и КМ-36М су:
- максимална висина лета до 20.000 метара,
- максимални проток кисеоника 90/лит на натпритиску до 0,6 кПа
- максимална брзина лета у моменту спасавања избацивим седиштем до 1.300 км/час.
- тежина маске до 0,6 килограма.